# Mamrux
Mamrux è un comune dell'Azerbaigian situato nel distretto di Zaqatala. Conta una popolazione di 2 150 abitanti.